# Monts de la Marche
Les monts de la Marche sont une région naturelle du nord-ouest du Massif central, situés au nord des monts du Limousin. Ils doivent leur nom à l’ancien comté de la Marche dans lequel ils se situent. Les monts de Blond, les monts d'Ambazac, les monts de Guéret et les monts de Toulx-Sainte-Croix font partie des monts de la Marche.

## Géographie

### Situation
Les monts de la Marche se situent dans les départements de la Haute-Vienne et de la Creuse ainsi qu'en limite nord de la Charente et au sud des départements du Cher et de l'Indre.
Ils sont bordés par les régions naturelles suivantes :
- au nord par le Boischaut Sud ;
- à l'ouest par la Charente limousine ou Confolentais ;
- à l'est par les Combrailles ;
- au sud par le plateau de Millevaches et le plateau limousin, ce dernier les isolant des monts du Limousin (monts de Châlus et de Fayat notamment).

### Composition
Les monts de la Marche sont principalement composés des massifs suivants :
- monts de Blond (altitude maximale : 514 m) ;
- monts d'Ambazac (702 m) ;
- monts de Guéret (689 m) ;
- monts de Toulx-Sainte-Croix (656 m).

### Topographie

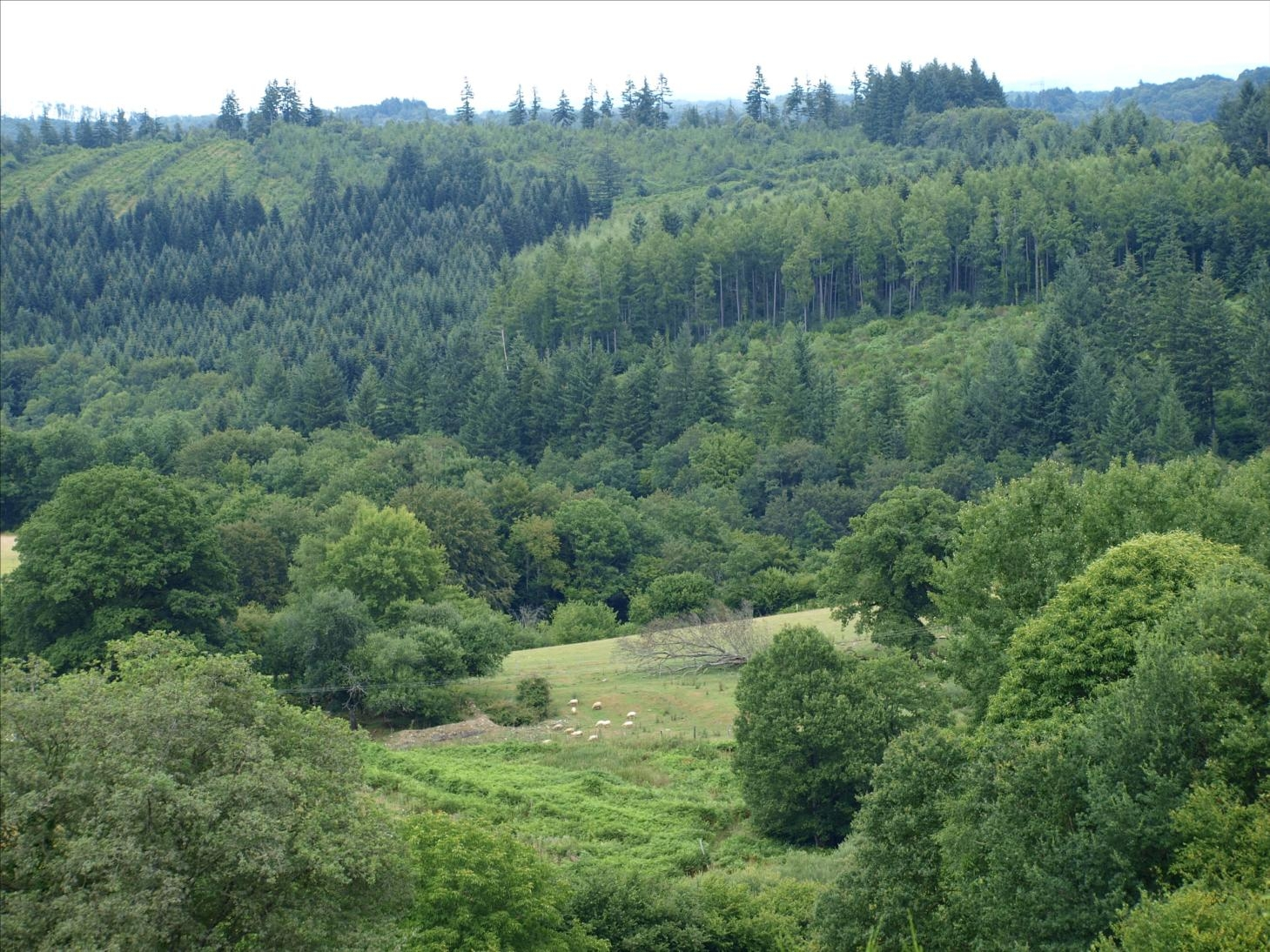
Paysage des monts d'Ambazac

Le relief est constitué de collines bien marquées, séparées par des vallons profonds ou même des gorges.

### Géologie
Au nord, des couches sédimentaires du Bassin parisien s’élèvent peu à peu vers le sud puis laissent place aux terrains du Massif central. On y trouve des roches très dures (granit, gneiss, grès) mais aussi des micaschistes et des schistes. Cet ensemble très varié donne un relief changeant modifié par l’érosion.

### Climat
La région est soumise à un climat océanique plus ou moins dégradé en fonction du relief. Les précipitations sont abondantes. Les chutes de neige sont significatives et tiennent au sol. En hiver les températures sont basses et régies par le relief.

### Faune et flore
Les monts de la Marche sont occupés par un bocage relativement serré. Ils sont cultivés en prairies avec un peu de polyculture pour l’alimentation des animaux. Les haies se composent de chêne pédonculé, de châtaignier, de hêtre, de frêne de prunellier, de troène, de fusain, de ronce, de noisetier et de charme. Dans les vallons on trouvera plutôt le sureau et le saule blanc.

## Économie
L’élevage bovin et ovin tient une grande place dans cette région.